# بنینگن ام نکار
بنینگن ام نکار (به آلمانی: Benningen am Neckar) یک شهر در آلمان است که در منطقه اشتوتگارت واقع شده‌است.

## خصوصیات
بنینگن ام نکار ۵٬۵۱۰ نفر جمعیت دارد.